# Joshua ben Fabus

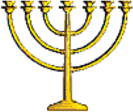
Símbolo Judío

Joshua, hijo de Fabus (también conocido como Jesús, hijo de Phabet, Jesús hijo de Phiabi o Joshua ben Fabus) fue un sumo sacerdote judío (ca. 30– 23 a. C.) en el siglo I a. C.
Sucedió a Hananel y fue cesado por Herodes I el Grande cuando éste nombró a su suegro, Simón ben Boethus, para el alto sacerdocio.